# Lista de conflitos envolvendo a Holanda

Campanha francesa na Holanda durante a Guerra da Primeira Coalizão (1792–1795)

Esta é uma lista de guerras da Holanda desde 1560 até os dias atuais .
A Holanda emergiu como um estado durante a Guerra dos Oitenta Anos como um conjunto de províncias e cidades que declararam sua independência do Império Espanhol em 1581. Isso tornou a República dos Sete Países Baixos Unidos (também conhecida como 'Províncias Unidas' ou simplesmente 'a República') uma entidade política soberana, enquanto o resto dos Países Baixos ou Holanda (exceto alguns estados, como o Príncipe- Bispado de Liège, o Principado da Abadia de Stavelot-Malmedy e assim por diante), com o qual foi gradualmente integrado à Holanda dos Habsburgos na época da Borgonha, permaneceu sob o domínio da Casa de Habsburgo . A República e mais tarde o Reino dos Países Baixos estiveram envolvidos em várias guerras europeias e também travaram guerras coloniais no exterior para estabelecer as colônias holandesas, primeiro lideradas pela Vereenigde Oostindische Compagnie (VOC) e West-Indische Compagnie (WIC), posteriormente diretamente pelo estado. No século 20, a Holanda perdeu suas colônias, após o que as partes caribenhas remanescentes do império receberam um status igual. Desde 1950, a Holanda está envolvida por meio das Nações Unidas em guerras em países como a ex- Iugoslávia, Oriente Médio e Afeganistão, e a Holanda envia tropas de manutenção da paz.
Esta lista inclui todas as guerras travadas pelo estado holandês, ou seja, a República dos Sete Países Baixos Unidos (1581/88–1795), a República Batávia (1795–1806), o Reino da Holanda (1806–1810), o Principado dos Holanda (1813–1815), o Reino Unido dos Países Baixos (1815–1839) e o atual Reino dos Países Baixos (1839–presente).
- Para obter mais detalhes sobre os combates durante a guerra neste período, consulte Lista de batalhas holandesas e batalhas navais (1560-presente).
- Para guerras anteriores, consulte Lista de guerras nos Países Baixos até 1560 .
- Para guerras simultâneas no sul até 1829, consulte Lista de guerras nos Países Baixos do Sul (1560–1829) .
- Para as guerras do Reino da Bélgica a partir da Revolução Belga, consulte Lista de guerras da Bélgica (1830-presente).
- Para guerras do Grão-Ducado do Luxemburgo desde a sua independência, consulte Lista de guerras do Luxemburgo (1890-presente).

| início | Fim  | Nome do conflito | Partijen | Partijen |
| início | Fim  | Nome do conflito | Combatante 1 | Combatante 2 |
| ------ | ---- | --- | --- | --- |
| 1568   | 1648 | Guerra dos Oitenta Anos (ook Nederlandse Opstand genoemd) (vermengd met Dertigjarige Oorlog)                         | Staatsen (incl. Condado da Flandres, ucado de Brabante, Mechelen, Henegouwen, Namen, Artesië, etc. c. 1576–1585) - Gentse Republiek (1577–1584) - Antwerpse Republiek (1577–1585) - República de Bruxelas(1576–1584) - República das Sete Províncias Unidas dos Países Baixos (1581/8–1648) reino da Inglaterra (1585–1604, 1625–30) Reino da França (1596–8, 1635–48) | Império Espanhol (incl. Países Baixos Espanhóis) Império Português (1580–1640) Monarquia de Habsburgo (1598–1621) |
| 1601   | 1661 | Guerra Luso-Holandesa                                                                                                | República das Sete Províncias Unidas dos Países Baixos | Reino de Portugal |
| 1609   | 1621 | Nederlandse verovering van de Banda-eilanden                                                                         | Companhia Holandesa das Índias Orientais República das Sete Províncias Unidas dos Países Baixos | Bandanese strijders Companhia Britânica das Índias Orientais Reino da Inglaterra |
| 1643   | 1645 | Oorlog van Kieft | Novos Países Baixos | Wappingers |
| 1652   | 1654 | Primeira Guerra Anglo-Holandesa                                                                                      | República das Sete Províncias Unidas dos Países Baixos | Comunidade da Inglaterra |
| 1651   | 1986 | Guerra dos Trezentos e Trinta e Cinco Anos (onderdeel van de Primeira Guerra Anglo-Holandesa, historiciteit betwist) | República das Sete Províncias Unidas dos Países Baixos | Ilhas Scilly |
| 1655   | 1660 | Segunda Guerra do Norte                                                                                              | República das Sete Províncias Unidas dos Países Baixos Novos Países Baixos Reino da Dinamarca e Noruega | Império Sueco |
| 1655   | 1655 | Perzikoorlog (onderdeel van de Segunda Guerra do Norte (1655-1660))                                                  | Novos Países Baixos | Susquehannock en geallieerde indianen |
| 1657   | 1660 | Zweeds-Nederlandse Oorlog (onderdeel van de Segunda Guerra do Norte)                                                 | República das Sete Províncias Unidas dos Países Baixos Reino da Dinamarca e Noruega | Império Sueco |
| 1659   | 1660 | Eerste Esopusoorlog                                                                                                  | Novos Países Baixos | Lenape-Indianen |
| 1663   | 1663 | Tweede Esopusoorlog                                                                                                  | Nieuw-Nederland Confederação dos Iroqueses | Lenape-Indianen |
| 1665   | 1667 | Segunda Guerra Anglo-Holandesa                                                                                       | República das Sete Províncias Unidas dos Países Baixos | Reino da Inglaterra |
| 1672   | 1674 | Terceira Guerra Anglo-Holandesa                                                                                      | República das Sete Províncias Unidas dos Países Baixos | Reino da Inglaterra |
| 1672   | 1678 | Guerra Franco-Holandesa (Guerra da Holanda)                                                                          | República das Sete Províncias Unidas dos Países Baixos Brandemburgo-Prússia Monarquia dos Habsburgo Império Espanhol (incl. Países Baixos do Sul) Opper-Lotharingen Reino da Dinamarca e Noruega Sacro Império Romano-Germânico: - Principado-Bispado de Münster (1672–1674) - Vorstendom Lüneburg - en anderen                                                        | Reino da França Reino da Inglaterra Principado-Bispado de Münster (1674–1678) Eleitorado de Colônia Império Sueco |
| 1674   | 1681 | Trunajaya-opstand | Sultanato de Matarão Companhia Holandesa das Índias Orientais (VOC) - Boeginese VOC-bondgenoten | Trunajaya's rebellen Makassarese strijders Mataramse troonpretendenten (na 1677) |
| 1688   | 1697 | Guerra dos Nove Anos                                                                                                 | República das Sete Províncias Unidas dos Países Baixos Reino da Inglaterra Sacro Império Romano-Germânico: - Monarquia dos Habsburgo - Eleitorado da Baviera - Eleitorado do Palatinado - Brandemburgo-Prússia Império Espanhol (incl. Países Baixos do Sul) Reino de Portugal Império Sueco Ducado de Saboia                                                          | Reino da França |
| 1701   | 1714 | Guerra da Sucessão Espanhola                                                                                         | Monarquia dos Habsburgo · Reino da Grã-Bretanha · República das Sete Províncias Unidas dos Países Baixos · Reino da Prússia · Reino de Portugal · Coroa de Aragão · Ducado de Saboia | Reino da França Spaanse Rijk (incl. Países Baixos do Sul) Eleitorado da Baviera Hongaarse rebellen |
| 1702   | 1708 | Gelderse Plooierijen                                                                                                 | Oude Plooi (Orangisten) | Nieuwe Plooi (Loevesteiners) |
| 1718   | 1720 | Guerra da Quádrupla Aliança                                                                                          | Monarquia dos Habsburgo (incl. Países Baixos Austríacos) Reino da França Grã-Bretanha Ducado de Saboia República das Sete Províncias Unidas dos Países Baixos | Império Espanhol |
| 1740   | 1748 | Guerra de Sucessão Austríaca                                                                                         | monarquia do Habsburgo (incl. Países Baixos Austríacos) Reino da Grã-Bretanha Eleitorado de Hanôver República das Sete Províncias Unidas dos Países Baixos Eleitorado da Saxônia (1743–45) Reino da Sardenha (1742–48) Império Russo (1741–43, 1748) | Reino da França Reino da Prússia (1740–42, 1744–45) Império Espanhol Reino de Nápoles Eleitorado da Baviera (1741–45) Eleitorado do Palatinado (1741–46) Eleitorado da Saxônia (1741–42) Império Sueco (1741–43) República de Gênova (1745–48) |
| 1775   | 1783 | Guerra de Independência dos Estados Unidos                                                                           | Exército Continental - Estados Unidos (1776–83) Reino da França Império Espanhol República das Sete Províncias Unidas dos Países Baixos | Reino da Grã-Bretanha |
| 1757   | 1793 | Boni-oorlogen | Guiana Neerlandesa (suriname) | Marrons van Suriname: Adyáko, Boni, Baron, Jolicoeur e.a. |
| 1780   | 1784 | Quarta Guerra Anglo-Holandesa                                                                                        | República das Sete Províncias Unidas dos Países Baixos | Reino da Grã-Bretanha |
| 1784   | 1784 | Keteloorlog | República das Sete Províncias Unidas dos Países Baixos | Monarquia dos Habsburgo (incl. Países Baixos Austríacos) |
| 1786   | 1787 | Gevechten in de Patriottentijd                                                                                       | Patriotas neerlandeses | Orangisten Reino da Prússia |
| 1792   | 1795 | Primeira Coligação (vooral Franse veldtocht in de Nederlanden)                                                       | Primeira Coligação Sacro Império Romano-Germânico - Monarquia dos Habsburgo - Prússia - Eleitorado de Hanôver - Hessen-Kassel Reino da Grã-Bretanha | Primeira República Francesa |
| 1798   | 1802 | Segunda Coligação | Primeira República Francesa Império Espanhol República Batava República Cisalpina República Lígure República Helvética República Napolitana (1799) | Monarquia dos Habsburgo Império Russo (tot 1798) Reino da Grã-Bretanha Portugal Reino de Nápoles Império Otomano Franse royalisten |
| 1803   | 1815 | Napoleontische oorlogen                                                                                              | Primeiro Império Francês | |
| 1804   | 1804 | Slag om Suriname | República Batava • Guiana Neerlandesa(suriname) Primeira República Francesa | Reino Unido da Grã-Bretanha e Irlanda |
| 1810   | 1810 | Britse verovering van de Banda-eilanden                                                                              | Reino da Holanda | Reino Unido da Grã-Bretanha e Irlanda |
| 1811   | 1811 | Invasie van Java (1811)                                                                                              | Reino da Holanda | Reino Unido da Grã-Bretanha e Irlanda |
| 1803   | 1824 | Guerra dos Padris | Koninkrijk Pagaruyung - Adats (edelen) Reino Unido dos Países Baixos (1821–24) | Padri-rebellen (islamisten) |
| 1819   | 1819 | Eerste expeditie naar Palembang                                                                                      | Reino Unido dos Países Baixos | Palembangse rebellen |
| 1821   | 1825 | Tweede expeditie naar Palembang                                                                                      | Reino Unido dos Países Baixos | Sultanaat Palembang |
| 1824   | 1825 | Bonische expedities                                                                                                  | Reino Unido dos Países Baixos | Koninkrijk Boni |
| 1824   | 1832 | Guerra dos Padris | Reino Unido dos Países Baixos Koninkrijk Pagaruyung (1824–33) - Adats (edelen) | Padri-rebellen (islamisten) Sommige adats (edelen) (1833–37) |
| 1825   | 1830 | Guerra de Java | Reino Unido dos Países Baixos Sultanaat Jogjakarta Soerakarta | Javaanse rebellen |
| 1830   | 1839 | Revolução Belga | Reino Unido dos Países Baixos | Governo Provisório da Bélgica (sept. 1830 – feb. 1831) - Bélgica (okt. 1830 – 1839) Gesteund door: Reino da França |
| 1846   | 1846 | Eerste expeditie naar Bali                                                                                           | Países Baixos | Vorstendom Boeleleng |
| 1848   | 1848 | Tweede expeditie naar Bali                                                                                           | Países Baixos | Vorstendom Boeleleng |
| 1849   | 1849 | Derde expeditie naar Bali                                                                                            | Países Baixos · Vorstendom Bangli · Vorstendom Tabanan · Vorstendom Selaparang | Vorstendom Boeleleng Vorstendom Karangasem Vorstendom Klungkung |
| 1858   | 1858 | Vierde expeditie naar Bali                                                                                           | Países Baixos | Boelelengse rebellen |
| 1859   | 1860 | Bonische expedities                                                                                                  | Países Baixos · Koninkrijk Boni (Ahmad Singkarru Rukka) | Koninkrijk Boni (Basse Arung Kajuara) |
| 1859   | 1863 | Bandjermasinse Oorlog                                                                                                | Países Baixos | Banjarmasin |
| 1859   | 1868 | Expeditie naar de Pasoemah-landen                                                                                    | Países Baixos | Pasoemahers |
| 1868   | 1868 | Vijfde expeditie naar Bali                                                                                           | Países Baixos | Boelelengse rebellen |
| 1873   | 1914 | Guerra de Achém | Países Baixos | Atjehse zeerovers Sultanato de Achém |
| 1894   | 1894 | Lombok-oorlog 1894                                                                                                   | Países Baixos · Sasak-rebellen | Lomboque Vorstendom Karangasem |
| 1903   | 1903 | Expeditie naar Korintji                                                                                              | Países Baixos | Vorstendom Korintji |
| 1906   | 1908 | Expeditie naar Bali 1906 - 1908                                                                                      | Países Baixos · Vorstendom Karangasem · Vorstendom Gianyar | Vorstendom Badung Vorstendom Tabanan Vorstendom Klungkung |
| 1939   | 1945 | Segunda Guerra Mundial                                                                                               | Aliados da Segunda Guerra Mundial - waaronder Países Baixos, Bélgica en Luxemburgo | Potências do Eixo - waaronder Alemanha Nazista en Império do Japão |
| 1945   | 1949 | Guerra de Independência da Indonésia (Politionele acties)                                                            | Países Baixos | Estados Unidos da Indonésia |
| 1950   | 1953 | Guerra da Coreia | Coreia do Sul · Nações Unidas - waaronder Países Baixos, Bélgica en Luxemburgo | Coreia do Norte China |
| 1990   | 1991 | Guerra do Golfo | Golfoorlogcoalitie, waaronder Países Baixos en Bélgica | Iraque (eenpartijstaat onder Saddam Hussein) |
| 1991   | 2003 | Zonas de exclusão aérea no Iraque                                                                                    | Estados Unidos · Reino Unido · (1991–98) · Austrália · Bélgica · Países Baixos · Arábia Saudita · Itália | Iraque (eenpartijstaat onder Saddam Hussein) |
| 2003   | 2011 | Guerra do Iraque | Força Multinacional no Iraque - waaronder Países Baixos Iraque (parlementaire democratie) | Iraque (eenpartijstaat onder Saddam Hussein) |
| 2001   | 2021 | Guerra do Afeganistão (2001–2021)                                                                                    | OTAN (ISAF) - waaronder Países Baixos, Bélgica en Luxemburgo Aliança do Norte (2001) República Islâmica do Afeganistão | Talibã Emirado Islâmico do Afeganistão (2001) |
| 2011   | 2011 | Guerra Civil Líbia (2011)                                                                                            | Conselho Nacional de Transição · OTAN - waaronder Países Baixos en Bélgica | Libische Volks-Jamahiriyah |
| 2014   | 2019 | Interventie tegen Estado Islâmico                                                                                    | Coalitie CJTF–OIR - waaronder Países Baixos en Bélgica Iraque (parlementaire democratie) | Estado Islâmico (ISIS) |

- Guerra de sucessão
- Guerra de conquista (controle de território))
- Guerra religiosa  (incluindo Guerras de religião na Europa)
- Guerra econômica(incluindo guerras coloniais))
- Rebelião ou revolta(politico)